# Aubèrt e Betlan
Aubèrt e Betlan és una entitat municipal descentralitzada del municipi de Vielha e Mijaran, a la Vall d'Aran.
Està format pels pobles d'Aubèrt, Betlan, Mont, Montcorbau ubicats al terçó de Marcatosa. El 2019 tenia 326 habitants.
El seu terme es correspon amb el de l'antic municipi de Betlan, d'uns 24,9 km².
| Entitat de població | Habitants (2019) |
| ------------------- | ---------------- |
| Aubèrt              | 192              |
| Betlan              | 35               |
| Mont                | 76               |
| Montcorbau          | 23               |
| Font: Idescat       |                  |